# Tosantos
Tosantos es una localidad y un municipio situados en la provincia de Burgos, comunidad autónoma de Castilla y León (España), comarca de Montes de Oca, partido judicial de Briviesca.

## Geografía
A 42 kilómetros de la ciudad de Burgos, abarca una extensión de unos 5,74 km² y cuenta con una población de 53 habitantes (2024). 
Es una de las poblaciones que se encuentran en el Camino de Santiago.

## Monumentos y lugares de interés
- El Castaño
- Cuevas de los Arancones
- Ermita de la Virgen de la Peña
- Iglesia parroquial

## Demografía
Tosantos cuenta con una población de 53 habitantes (INE 2024).
| Gráfica de evolución demográfica de Tosantos entre 1842 y 2021                                                        |
| |
| Población de derecho según los censos de población del INE. Población de hecho según los censos de población del INE. |

## Cultura

### Fiestas
- San Fernando.
- Virgen de la Peña.

## Símbolos
Escudo municipal: Escudo cortado. Primero, de plata, una ermita de gules (rojo), cortinado de gules (rojo). Segundo, de sinople (verde), un castaño de plata. Al timbre corona real cerrada.
Bandera: Bandera rectangular de proporciones 2:3. De color rojo, carga un triángulo isósceles de color blanco con base al asta y vértice en el punto medio del vuelo. A su vez el triángulo blanco va cargado con un triángulo verde con base al asta y vértice en el centro de la bandera. Sobre el triángulo verde un castaño blanco.
Muchos linajes de esta denominación probaron su nobleza en las Órdenes de Santiago, Calatrava, Alcántara, Montesa, (corporaciones nacidas para luchar contra los moros, cooperando a la Reconquista, y asegurar el orden, protegiendo a los peregrinos y desvalidos), Carlos III y San Juan de Jerusalén (es una orden religiosa militar fundada en el siglo XI); numerosas veces en las Reales Chancillerías de Valladolid y Granada, en la Real compañía de guardias Marinas y en la Real audiencia de Oviedo.
Los Tosantos traen por arma: En oro, un espino, arrancado de sinople, frutado de gules y acompañado de cinco palas, de sinople.
El estudio del escudo heráldico familiar nos "habla" de quienes formaron el origen de la familia T., pues esa era su función, la de manifestar a los demás sus elementos diferenciales. Los esmaltes del arma de los T. pregonan los siguientes Valores: el Oro es símbolo del Sol, origen de la vida, sus características espirituales corresponden a la fe, clemencia, templanza, caridad y justicia, por otra parte dicho esmalte señala a la familia con la felicidad, el amor, la nobleza y el esplendor, es decir, es el más noble de los metales.